# Noriko Awaya
Noriko Awaya (淡谷 のり子, Awaya Noriko), née le 12 août 1907 et morte le 22 septembre 1999, est une chanteuse japonaise soprano du genre ryūkōka de musique populaire. Elle est surnommée la « Reine du blues » au Japon.

## Biographie
Awaya naît avec le nom Nori Awaya (淡谷のり, Awaya Nori) à Aomori, fille ainée d'un commerçant aisé. En 1910, la maison familiale est détruite dans l'incendie de la ville d'Aomori. Dix ans plus tard, ils sont en faillite et en 1923 elle, sa mère et sa jeune sœur s'installent à Tokyo. Elle y est admise au département de piano d'une école de musique. Elle découvre plus tard sa disposition pour le chant et est admise dans la section vocale de l'école. Souhaitant devenir chanteuse d'opéra, elle étudie la musique classique.
Toutefois, en raison de la pauvreté de sa famille, elle est forcée de quitter l'école pendant un an et travaille comme modèle nue. Finalement, elle revient à l'académie de musique et en sort diplômée première de sa classe en 1929.
Elle devient enfin chanteuse classique. Cependant, elle ne tarde pas à chanter des chansons populaires parce que le salaire d'un interprète de musique classique est très faible. Sa chanson Farewell Blues (別れのブルース, Wakare no Burūsu) de 1937 est un succès. En 1938, elle sort Rainy Blues (雨のブルース, Ame no Burūsu). À Taiwan, la chanson reçoit plus tard le titre alternatif Han Yu Qu (寒雨曲). En 1939, elle enregistre Yoru no Platform (夜のプラットホーム, Quai de nuit) comme chanson d'insert dans le film Tokyo no Josei dans lequel Setsuko Hara interprète le rôle principal. Cependant, la chanson est interdite par les autorités japonaises.
Awaya a une fille hors mariage. Devenue âgée elle critique le genre enka. Elle critique également Hideki Saijō et Seiko Matsuda parce que Saijō aime danser et Matsuda interprète ses chansons sans émotion. Elle dit que les chansons sans douleur, sans détresse et sans effort sont des impostures. Le chanteur Ken'ichi Mikawa dit éprouver du respect pour elle. En 1996, Awaya chante  Rainy Blues lors de sa dernière représentation en public. Elle est nommée citoyenne d'honneur de sa ville natale d'Aomori en 1998 et meurt en 1999.

## Discographie

### Simples
- 1929 :  Yoru no Tokyo (夜の東京?)
- 1930 : Love Parade
- 1934 : Veny Ven
- 1935 : Dona Marriquita
- 1935 : Poema
- 1935 : Barcelona
- 1935 : Teresina
- 1936 : Dardanella
- 1936 : Morucha
- 1936 : Kurai Nichiyōbi (暗い日曜日?, reprise de Sombre Dimanche) : 1936
- 1937 : Wakare no Blues (別れのブルース, Blues for Farewell?)
- 1937 : Madiana
- 1937 : Amapola
- 1938 : Ame no Blues (雨のブルース, Rainy Blues?)
- 1938 : Rumba Tambah
- 1939 : La Cumparsita
- 1952 : La Seine
- 1952 : My Shawl
- 1953 : Romance
- 1959 : Maria la O
- 1959 : Adieu
- 1960 : Wasurerarenai Blues (忘れられないブルース, Unforgettable Blues?)
- 1982 : Ame no Hi no Wakare/Last Song (雨の日の別離/ラスト・ソング?)
- 1993 : Yuri Isu (揺り椅子, Rocking Chair?)

### Albums
- 1971 : Mukashi Hitori no Utaite ga Ita (昔一人の歌い手がいた?)
- 1978 : Noriko Awaya 50th Anniversary (avec la chanson Charmaine)
- 1982 : Last Song
- 1988 : Mizuiro no Waltz/Uta wa Ikiteiru (水色のワルツ/歌は生きている, Light Blue Waltz/Songs are Alive?)
- 1993 : Uta koso Waga Kokoro no Dress (うたこそ我が心のドレス, Songs Is the Dress of My Heart?)
- 2000 : Watashi no Sukina Uta: mes chères chansons Noriko Awaya (私の好きな歌?) – Triple-CD
- 2003 : Columbia Otokuban Series Noriko Awaya (コロムビア音得盤シリーズ 淡谷のり子, Columbia Music Good Record Series Noriko Awaya?) compilation
- 2004 : Noriko Awaya Zenkyokushū (淡谷のり子全曲集, Noriko Awaya All Music Collection?) (compilation)
- 2005 : Colezo! Noriko Awaya Best (＜ＣＯＬＥＺＯ！＞淡谷のり子 ベスト, This Is the Best of Noriko Awaya?) (compilation)
- 2007 : Showa Archives Noriko Awaya Meishōshū (昭和アーカイブス 淡谷のり子名唱集, Showa Archives Noriko Awaya Good Singing Collection?) (compilation)
- 2009 : Golden Best Noriko Awaya: Chanson Album (compilation)
- 2010 : Awaya Noriko: Burūsu no Joō (淡谷のり子～ブルースの女王～, Noriko Awaya: Queen of Blues?) (compilation)

## Source de la traduction
- (en) Cet article est partiellement ou en totalité issu de l’article de Wikipédia en anglais intitulé « Noriko Awaya » (voir la liste des auteurs).